# Abus Valley
Das Abus Valley ist ein eisfreies Tal 5 km südöstlich des Gebirgskamms Turnstile Ridge am nördlichen Ende der Britannia Range im Transantarktischen Gebirge.
Die Mannschaft neuseeländischer Geologen der University of Waikato, die in diesem Gebiet zwischen 1978 und 1979 Untersuchungen durchführte, benannte das Tal nach der aus römischer Zeit üblichen Bezeichnung für den englischen Fluss Humber.